# Pornichet
 Pornichet  es una población y comuna francesa, situada en la región de Países del Loira, departamento de Loira Atlántico, en el distrito de Saint-Nazaire y cantón de La Baule-Escoublac.
Creada en 1900 a partir de La Baule-Escoublac y Saint-Nazaire.

## Demografía
| ...                       | ... | ... | ... | ... | ... | ... | ... | ... | ... | ... | ... | ... | ... | ... | ... | ... | ... | 1 337 | 1 430 | 1 705 | 1 918 | 2 407 | 2 697 | 2 691 | 7 604 | 6 014 | 5 242 | 5 400 | 5 521 | 7 266 | 8 133 | 9 668 | 10 423 | 10 442 |
| (Fuente: Cassini e INSEE) |     |     |     |     |     |     |     |     |     |     |     |     |     |     |     |     |     |       |       |       |       |       |       |       |       |       |       |       |       |       |       |       |        |        |